# Alan B. Gold
Pour les articles homonymes, voir Gold.
 (novembre 2023).
Si vous disposez d'ouvrages ou d'articles de référence ou si vous connaissez des sites web de qualité traitant du thème abordé ici, merci de compléter l'article en donnant les références utiles à sa vérifiabilité et en les liant à la section « Notes et références ».
Alan B. Gold (21 juillet 1917  à Montréal - 15 mai 2005 à Montréal) était un juge québécois. Il était juge en chef de la Cour supérieure du Québec.

## Biographie
Après avoir fréquenté l'école secondaire Baron Byng, Gold obtient un baccalauréat ès-arts de l’Université Queen's et une licence en droit de l'Université de Montréal.
Alors que la Seconde Guerre mondiale fait rage, il est admis au Barreau du Québec en 1942. Il se joint à l'Artillerie royale canadienne et y sert pendant les quatre années qui suivent.
À partir de 1951, il participe à différents organismes. Entre autres choses, il siège à titre de président de l'Association du Jeune Barreau de Montréal en 1951-52. Il devient membre du Bureau des examinateurs du Barreau. Il est aussi le fondateur, directeur et administrateur du Bureau d’aide juridique. De 1957 à 1971, à temps partiel, il enseigne à la faculté de droit de l’Université McGill.
En 1959, il est nommé conseiller de la Reine (c.r.). Deux ans plus tard, il devient juge de district. Il est dès lors invité à agir à titre de premier vice-président de la Commission des relations de travail du Québec. Quatre ans plus tard, il est nommé juge en chef adjoint de la Cour provinciale (appelée aujourd’hui Cour du Québec). Il en devient le juge en chef en 1970. À ce titre, les responsabilités de président du Conseil de la magistrature du Québec et de président du Conseil du référendum lui échoient.
En 1983, il est nommé juge en chef de la Cour supérieure du Québec.
En tant que juriste et magistrat, il se spécialise dans la médiation et l’arbitrage des différends touchant les secteurs public et parapublic. Il a participé à de nombreux procès notoires concernant notamment les ports, les chemins de fer, les lignes aériennes et les postes.
Il a conclu l'entente qui a mis fin à la Crise d'Oka québécoise en 1990. Deux ans plus tard, il passe au secteur privé où il est appelé à intervenir dans le règlement de différends en tant qu’arbitre et médiateur à plein temps. En 1995, à l'époque de l'un des référendums sur la souveraineté québécoise, il est saisi d'une enquête pour déterminer si des votes ont été trafiqués. Bien qu'il soit juif et anglophone, cette responsabilité, dans un litige mettant en jeu des francophones
québécois, lui est offerte sur la base de son intégrité.
Il était Officier de l’Ordre national du Québec (1985) et Officier de l’Ordre du Canada. En 1991, il a reçu la Médaille du Barreau du Québec. En 1996, la National Academy of Arbitrators des États-Unis (association nationale des médiateurs et arbitres) lui décerne le titre de membre honoraire à vie. En 1997, il est nommé membre de l’Académie des Grands Montréalais pour ses nombreuses contributions à la ville.